# N-Trance
Gli N-Trance sono un gruppo Eurodance e house inglese.

## Storia del gruppo
Gli N-Trance vennero formati nel 1990 dall'incontro di Kevin O'Toole e Dale Longworth, che si erano conosciuti l'anno precedente nel college di Oldham, nella Grande Manchester. Dopo aver inciso una serie di brani, vennero scritturati dalla 380 Records.
Il primo singolo del gruppo sarebbe stato una delle suddette tracce, Back to the Bass del 1991, ma problemi con l'autorizzazione di un campionamento che essa contiene impedì al gruppo di pubblicare la traccia. Il primo singolo del duo fu invece Set You Free del 1993, uscito quando la formazione cessò la sua collaborazione con la 380 ed entrò nel roster della All Around the World. Nonostante il modesto piazzamento di classifica, raggiungerà la top 5 quando verrà ristampato nel 1995 e nella versione aggiornata del 2001. Il gruppo riuscì a raggiungere le zone alte delle classifiche anche con Forever (2002) e cover di classici della disco music come quelle di Stayin' Alive dei Bee Gees (1995), D.I.S.C.O. degli Ottawan (1995) e Da Ya Think I'm Sexy? di Rod Stewart (1997).  La band fece parlare di sé per le sue esibizioni dal vivo coreografiche, in cui figuravano ballerini e lanciafiamme. La band pubblicò il primo album Electronic Pleasure nel 1995. L'anno seguente inaugurò il suo studio di registrazione Deep Blue.
Gli N-Trance hanno venduto circa 5 milioni di dischi in tutto il mondo.

## Formazione
- Kevin O'Toole – produzione
- Dale Longworth – produzione
- Kelly Llorenna – voce
- Rachel McFarlane – voce
- Ricardo da Force – voce
- Vivreen Wray – voce

## Discografia

### Album in studio
- 1995 – Electronic Pleasure
- 1998 – Happy Hour
- 2009 – The Mind of the Machine

### Singoli
- 1993 – Set You Free (con Kelly Llorenna)
- 1994 – Turn Up the Power
- 1995 – Stayin' Alive (con Ricardo da Force)
- 1996 – Electronic Pleasure
- 1997 – D.I.S.C.O.
- 1997 – The Mind of the Machine
- 1997 – Da Ya Think I'm Sexy? (con Rod Stewart)
- 1998 – Paradise City
- 1998 – Tears in the Rain
- 1999 – Broken Dreams
- 2000 – Shake Ya Body
- 2002 – Forever
- 2003 – Destiny
- 2004 – I'm in Heaven
- 2009 – Nothing Lasts Forever

### Compilation
- 2001 – The Best of N-Trance 1992–2002